# Булавка Юрій Володимирович

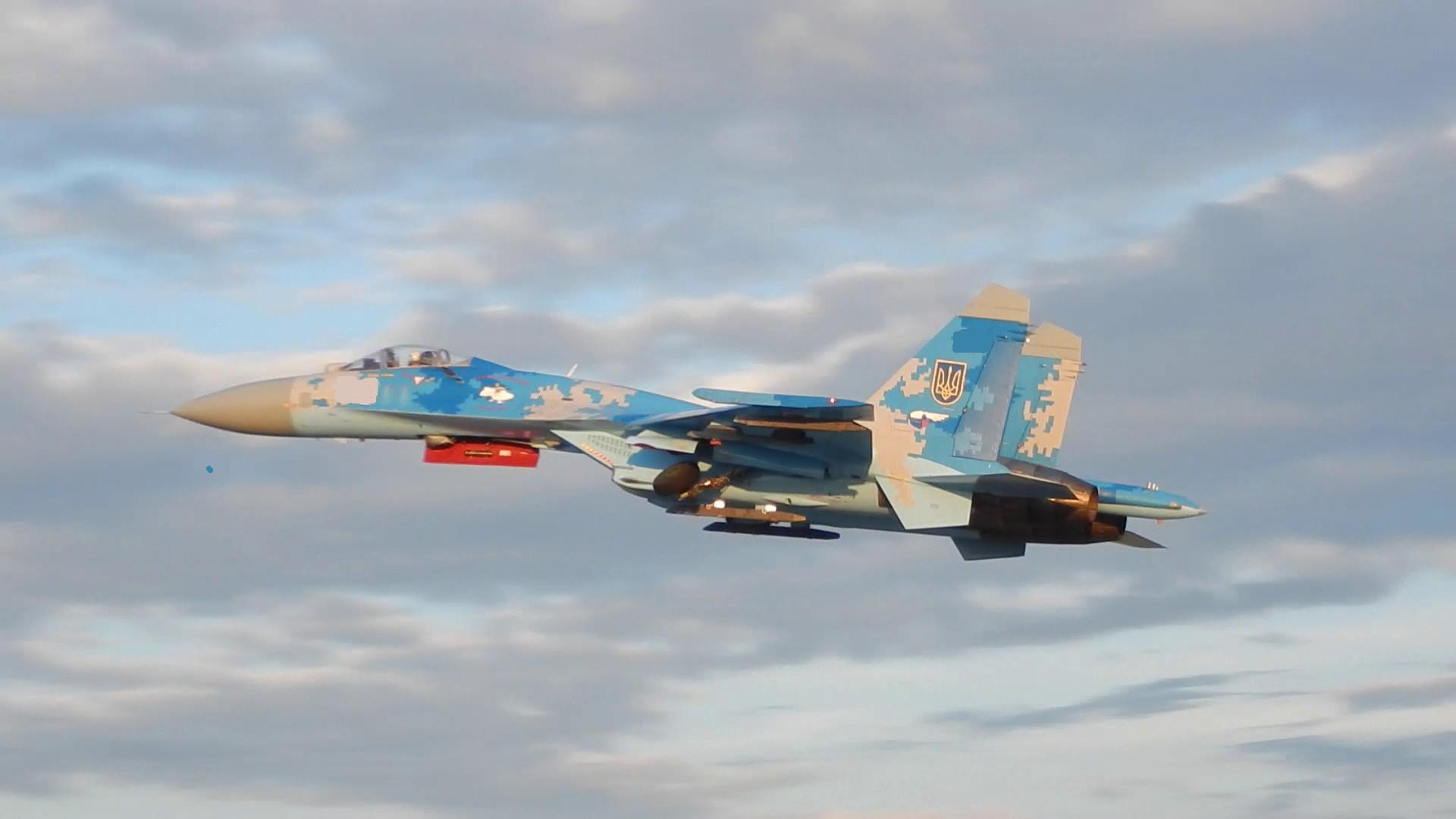
У 831-й бригаді тактичної авіації відбулись планові льотні зміни на бойових та учбово-бойових літаках-винищувачах Су-27, а також на учбово-тренувальних літаках Л-39. Підполковник Юрій Булавка — другий пілот, який 2018 року представив Україну на міжнародних авіаційних показах — разом зі своїм інструктором полковником Олександром Оксанченко.

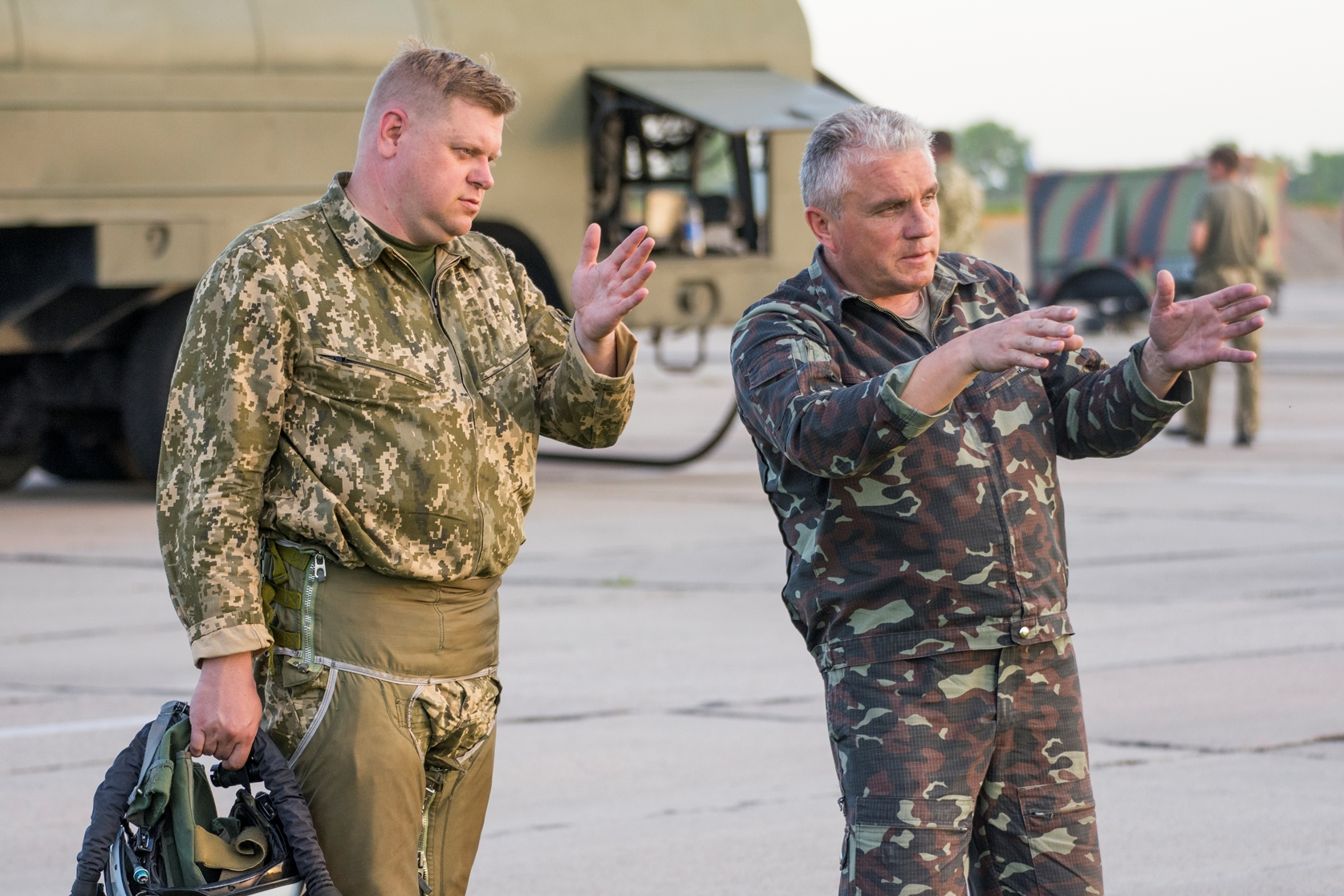
2018

Юрій Володимирович Булавка — український військовий льотчик 1-го класу, полковник Повітряних сил Збройних сил України. Учень відомого аса повітряного простору, багаторазового переможця авіашоу в Європі полковника запасу Олександра Оксанченка.

## Життєпис
Служив заступником командира бригади у 831-й бригаді тактичної авіації, нині проходить службу в м. Вінниці.
У 2019 році взяв участь в авіаційному показі «Gdynia Aerobaltic — 2019» (м. Ґдиня, Польща). У 15-ти хвилинному показі продемонстрував європейській спільноті фігури вищого пілотажу, вразив маневреністю і високою виучкою.
У квітні 2022 року закликав США забезпечити українських захисників винищувачами F-16, F-15 та F-18 на тлі військової агресії Росії.

## Нагороди і відзнаки
- медаль «За військову службу Україні» (10 жовтня 2019) — за особисту мужність і самовідданість, виявлені під час бойових дій, високий професіоналізм та зразкове виконання службових обов'язків[5].
- кращий в техніці найвищого пілотажу на міжнародному авіашоу «Gdynia Aerobatic 2019» (2019; спеціальний приз Cumulus; м. Гдиня, Польща)[6].
- переможець щорічних змагань «RIAT-2019» (2019, Велика Британія)[7][4].